# جايسون دويغ
جايسون دويغ هو لاعب هوكي جليد كندي، ولد في 29 يناير 1977 في مونتريال في كندا.

## وصلات خارجية
- جايسون دويغ على موقع دوري الهوكي الوطني (الإنجليزية)
- جايسون دويغ على موقع قاعة مشاهير الهوكي (لاعب أن.إتش.أل) (الإنجليزية)
- جايسون دويغ على موقع EliteProspects.com (الإنجليزية)
- جايسون دويغ على موقع HockeyDB.com (الإنجليزية)
- جايسون دويغ على موقع Hockey-Reference.com (الإنجليزية)